# Mann mit Ehre – Du achtest nur, was du fürchtest
Mann mit Ehre – Du achtest nur, was du fürchtest ist ein US-amerikanischer Mafiafilm aus dem Jahr 1990. Er basiert auf dem Theaterstück Macbeth von William Shakespeare, verlegt die Handlung aber in die Neuzeit und in das Milieu der US-amerikanischen La Cosa Nostra.

## Handlung
Der einfache Handlanger Mike Battaglia bewährt sich beim Einsatz gegen die Erzfeinde des Mafiabosses Charlie D’Amico. Als Mann mit Ehre steht er nunmehr unter dem persönlichen Schutz des Oberhauptes und wird sogar als Caporegime – Anführer einer Crew von Soldati – in den Clan aufgenommen. Die eingetretene Prophezeiung einer Wahrsagerin und seine ehrgeizige Frau führen letztlich dazu, dass Battaglia sogar seinen Boss gewaltsam beseitigen will, um an dessen Stelle zu treten.
Mit tatkräftiger Mithilfe seiner Frau gelingt – nach einer Feier im Hause von Battaglia – die heimliche Ermordung von D'Amcio. Es wird nun eine Handlungskette ausgelöst, die als selbsterfüllende Prophezeiung gewertet werden kann. Battaglia, offenbar von der unehrenhaften Tat innerlich zunehmend zerrissen, ist der Prophezeiung nun vollkommen verfallen, die ihm voraussagte, dass ihn kein von einer Frau geborener Mann töten könnte. Da aber in der Prophezeiung der Sohn von Bankie Como als zukünftiges Oberhaupt genannt wurde, versucht Battaglia dieses durch dessen Ermordung zu verhindern, was bei dessen Sohn Rachegedanken auslöst, die maßgeblich zum Untergang von Battaglia führen. Im verlustreichen Showdown wird er dann Opfer eines Mannes, der per Kaiserschnitt aus dem sterbenden Körper seiner Mutter geholt worden war.
In der Schlussszene ist nun die endgültige Erfüllung der Prophezeiung zu sehen, Philly Como wird nun zum „Mann mit Ehre“ ernannt, wie einst Battaglia, obwohl sein ermordeter Vater ihn immer von einer Verbrecherkarriere abhalten wollte. Battaglia hat also letztlich sein eigenes Schicksal durch seine Handlungen erfüllt.

## Rollenbesetzung im Vergleich zur Vorlage
| Schauspieler       | Rolle im Film    | Vorlage in MacBeth |
| ------------------ | ---------------- | ------------------ |
| John Turturro      | Mike Battaglia   | Macbeth            |
| Katherine Borowitz | Ruthie Battaglia | Lady Macbeth       |
| Denis Farina       | Bankie Como      | Banquo             |
| Peter Boyle        | Matt Duffy       | MacDuff            |
| Rod Steiger        | Charlie D’Amico  | King Duncan        |
| Stanley Tucci      | Mal              | Malcom             |
| Carl Capotorto     | Don              | Donaldbain         |
| Michael Badalucco  | Sal              | Seyton             |
| Robert Modica      | Carmello Rossi   | Ross               |
| David Thornton     | Philly Como      | Fleance            |
| Dan Grimaldi       | Carmine          | Caithness          |
| Joseph Carberry    | Leonetti         | Lennox             |
| Richard Petrocelli | Artie            | Angus              |
| Edward Gallardo    | Manuel           | Menteith           |
| Joseph Ragno       | Padrino Ricci    | Siward             |